# 室淳介
室 淳介（むろ じゅんすけ、1918年3月17日 - 2000年11月16日）は、日本のフランス文学者、翻訳家。
早稲田大学名誉教授。

## 略歴
兵庫県生まれ。早稲田大学文学部仏文科卒業。早大教授、1988年定年、名誉教授。

## 翻訳
- 『サドは有罪か』（ボーヴォワール、新潮社、一時間文庫） 1954
- 『女たち』（ピエール・ガスカル、大日本雄弁会講談社、ミリオン・ブックス） 1956
- 『アルベール・カミュ 海と牢獄』（ロジェ・キーヨ、白水社） 1957
- 『悲しき南回帰線』（レヴィ・ストラウス、大日本雄弁会講談社、世界の人間記録） 1957、のち講談社学術文庫 1985
- 『夏休みの恋人』（ルネ・ファレ、平凡出版） 1958
- 『エロティシズム』（ジョルジュ・バタイユ、ダヴィッド社） 1959
- 『赤道に燃える火』（ジョルジュ・バランディエ、講談社、世界の人間記録） 1959
- 『滅びゆく島』（ヴィクトル・スガラン、角川書店） 1959
- 『ドビュッシーとピアノ曲 天才が名演奏家に直接託した技法と「こころ」の希有な記録』（マルグリット・ロン、音楽之友社） 1969